# 矜持〜KYOUJI〜
『矜持〜KYOUJI〜』（きょうじ）は、2005年に公開された日本映画である。TWILIGHT FILEシリーズの6作目にあたる。加勢大周が主演を務め、パパイヤ鈴木、村野武範、藤波辰爾、長井貴人、酒井一圭らが出演した。佐伯小夜役には新人の川上綾香がオーディションにて抜擢された。全編、府中でロケーション撮影された。

## 登場人物

### 主要人物
- 沖田総司・風間亮 - 加勢大周
- 酒屋の若旦那・村川 - 酒井一圭
- 芹沢鴨 - 加賀谷圭
- 酒屋の正太郎 - パパイヤ鈴木
- 沖田 - 森聖二
- 浪人 - 岩田貴代志
- 浪人 - 江戸松徹
- 大学教授の長谷部 - 村野武範
- 佐伯 - 藤波辰爾
- 地上げ屋のボス・船田 - 芸利古雄
- 平野 - 豊田孝治
- 横山 - 蛭川信博
- 佐伯小夜 - 川上綾香

### その他
- 緑川崇
- 金馬貴之
- 横山大樹
- 高野慎一郎
- 白石理恵
- 森下絵理
- 森本智大
- 森竹宣之
- 黒川逸朗
- 福井瑠香
- 柴田好美
- 神谷麻衣
- 佐東昂太
- 岡本堂玄
- 松本洸介
- 岩間美仁
- 草谷翔
- 中川さとみ
- 杉山萌

## スタッフ
- 製作 - 神品信市
- エグゼクティブプロデューサー - 神品信市
- プロデューサー - 杉山太加男
- 脚本 - 高瀬将嗣
- 監督 - 高瀬将嗣
- 助監督 - 小笠原直樹
- 音楽ディレクター - TOSIMITSU
- 撮影 - 河中金美
- スチール - 石郷友仁
- 製作チーフディレクター - 西村克也
- 製作ディレクター - 山多裕生
- 製作企画担当 - 高山重樹、松坂久美子、小川泰史
- 制作協力 - 株式会社東京映画社
- 企画協力 - バーニング養成所
- 製作 - ミライ・アクターズ・プロモーション（現MIRAI PICTURES JAPAN）
- 配給 - 株式会社MIRAI

### 主題歌
琥珀〜遠ざかる想いを〜
作詞：つのだゆみこ、作曲・編曲：クマロボ、歌：許明浩

## DVD
2006年発売
- 発売：MIRAI、アムモ
- スタンダード・エディション（DVD1枚組）
映像特典は「劇場予告編・メイキング」「製作発表・インタビュー・対談」

## 関連商品
- パンフレット・ポスター・台本（2006年より発売、MIRAI）